# Cuniculus taczanowskii
Пака гірська (Cuniculus taczanowskii) — вид гризунів родини пакових, мешкає в горах Перу, Еквадору, Колумбії і північного заходу Венесуели на висотах від 1500 до 3700 м над рівнем моря.

## Етимологія
лат. Cuni — «кролик» і лат. ulus — суфікс, що означає «як», «аналогічно», разом Cuniculus — «як кролик». В. Тачановський — польський зоолог, який жив між 1819 і 1890 роками й здійснив експедицію в Перу в 1884.

## Морфологія
Великі гризуни із середньою вагою 9 кг і довжиною 70 см. Самиці трохи менші, ніж самці. Мають короткі ноги і кремезне тіло, голова й очі великі. Череп легко розпізнати за виключно великою виличною кісткою. Хутро від червонувато-коричневого до шоколадно-коричневого з обох боків білі плями, немовлята народжуються з таким же хутром. Хутро густе, щоб витримувати низькі температури в горах.

## Поширення та поведінка
Нічні, наземні тварині, але живуть біля річок або водно-болотних угідь. Живуть у норах побудованих на глинистих ґрунтах по берегах річок. Вони часто використовують воду, щоб уникнути небезпеки, бо вони хороші плавці. Так як ведуть нічний спосіб життя, то проводять день у підземних норах, до п'яти метрів довжиною. Харчуються в основному фруктами і горіхами, хоча можуть їсти й дрібні зерна. Часто зберігають їжу в невеликих мішечках за щоками. За типом харчування вважаються важливими розповсюджувачами насіння багатьох видів плодових дерев. Вони моногамні, однак самиці та самці живуть у окремих норах, що розташовані поруч. Розмножуються два рази на рік; період вагітності триває 118 днів. Зазвичай народжується один малюк, але в рідкісних випадках — два. Від годування молоком відлучаються в три місяці. Прагнуть селитись подалі від людей.